# 梦幻之星IV 千年纪的终结
《梦幻之星IV 千年纪的终结》是一款在Mega Drive的角色扮演游戏。游戏最先于1993年在日本发行，之后在1995年在欧洲和北美地区发行。
本游戏是梦幻之星系列的第四作。
《梦幻之星IV》是一个典型的角色扮演游戏，具有探索，非玩家角色互动以及回合制战斗。本作故事发生在《梦幻之星II》大约一千年之后。在一次大碰撞之后，许多曾经繁荣的星球变成荒漠，行星上的生命生存变成困难。